# Sanguesa cosmiana
Sanguesa cosmiana är en fjärilsart som beskrevs av Walker 1863. Sanguesa cosmiana ingår i släktet Sanguesa och familjen mott. Inga underarter finns listade i Catalogue of Life.